# Futbol'nyj Klub Skoruk
Il Futbol'nyj Klub Skoruk Tomakivka (in ucraino Футбольний клуб «Скорук» Томаківка?, meglio noto come Skoruk Tomakivka, è una società calcistica ucraina con sede nella città di Tomakivka.

## Storia
Fondata nel 2000 a Tomakivka dal proprietario dell'azienda agricola Anatolij Skoruk, da cui prende il nome il club, prende da subito parte, con regolarità, ai campionati della regione di Dnipropetrovs'k, diventandone campione nel 2019.
Nel 2021 il club ottiene lo status di club professionistico e viene ammesso alla Druha Liha, la terza divisione calcistica ucraina.
La sua stagione d'esordio tra i professionisti viene interrotta anzitempo a causa del conflitto russo-ucraino. L'anno successivo, complici le numerose defezioni causate dal conflitto stesso, il club viene ammesso al campionato di seconda divisione 2022-2023, terminato con una tranquilla salvezza.
Nel giugno del 2023, al termine della sua stagione d'esordio nella serie cadetta, la dirigenza del club annuncia la sospensione dell'attività calcistica della prima squadra. Tale decisione è stata causata dal grave danneggiamento della centrale idroelettrica di Kachovka nel corso della guerra russo-ucraina, che ha fatto venir meno gli approvvigionamenti d'acqua all'azienda agricola proprietaria del club, causandole grosse perdite economiche. Restano attive solo le scuole calcio giovanili.

## Stadio
Fino al 2021, lo Skoruk ha disputato le sue gare interne alla stadio Kolos di Tomakivka. Col passaggio al professionismo, la squadra si è spostata a Nikopol'.